# Chiesa di San Lorenzo Martire (Tremosine sul Garda)
La chiesa di San Lorenzo Martire è la parrocchiale di Voltino, frazione di Tremosine sul Garda in provincia di Brescia. Fa parte della zona pastorale dell'Alto Garda della diocesi di Brescia e risale al XII secolo.

## Storia
Sul sito sono state rinvenute tracce di un antico luogo di culto pagano risalente al I secolo. In epoca più recente, a partire dal XII secolo, venne documentata la presenza di una prima cappella cristiana, di piccole dimensioni, citata in una bolla pontificia di papa Urbano III del 1186.
Durante il XVI secolo la primitiva cappella venne completamente ricostruita e si ebbe una nuova struttura, una nuova sagrestia ed una nuova torre campanaria. Nel XIX secolo l'edificio venne ampliato e, nella cantoria, venne realizzato l'organo a canne.

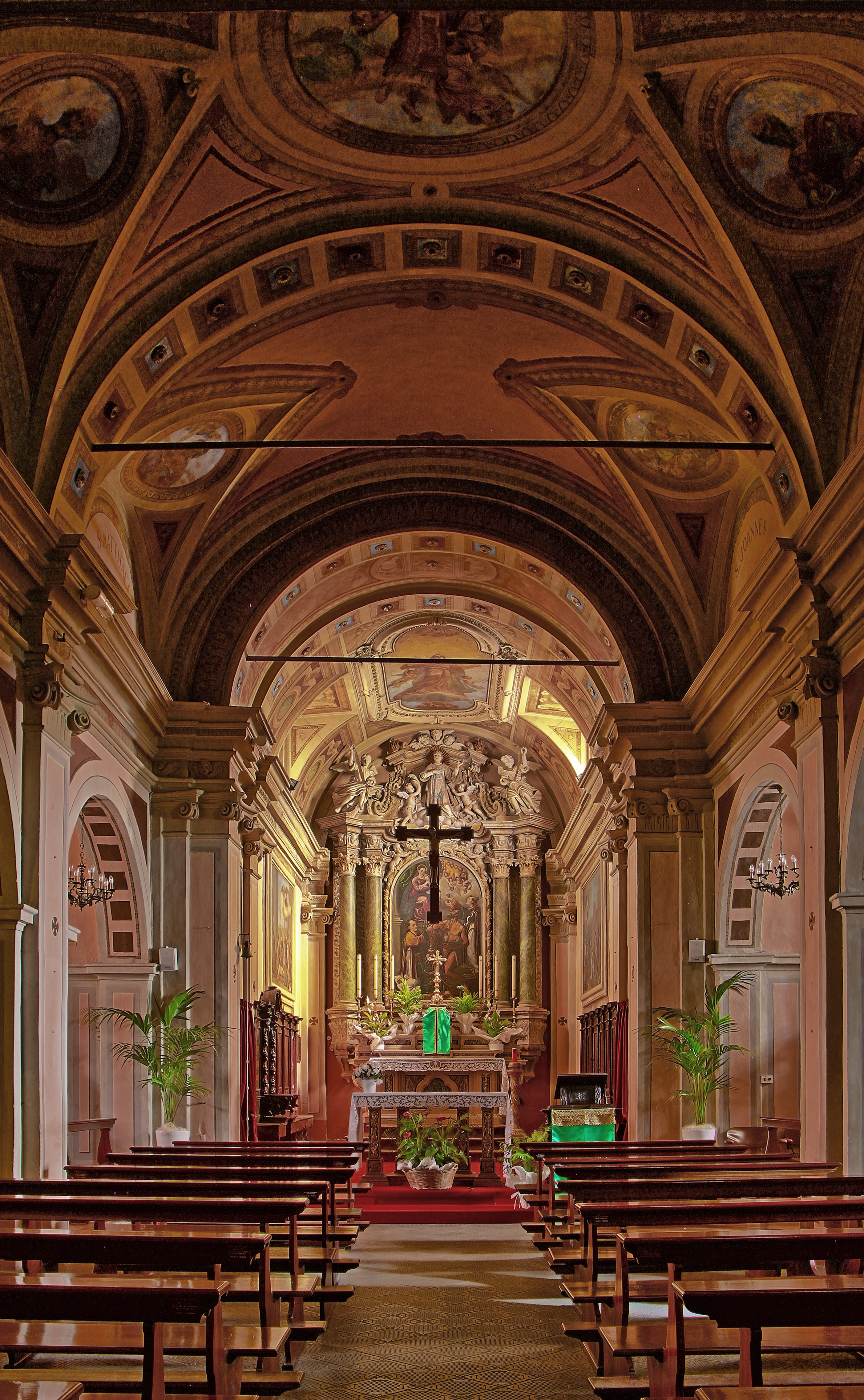
Sala interna della chiesa

Venne elevata a dignità di chiesa parrocchiale nel 1838 e, nel 1859, venne ulteriormente ampliata con navate laterali ed allungamento della navata centrale. Il portale di accesso venne spostato nella parte nord e prima della fine del secolo venne nuovamente restaurata. Gli interni vennero decorati nel primo dopoguerra, nel 1935, quando vennero aggiunti nuovi altari nelle cappelle laterali, dedicati a Santa Teresa del Bambin Gesù e al Sacro Cuore. La consacrazione solenne venne celebrata lo stesso anno.
Gli ultimi interventi si sono realizzati negli anni sessanta, quando vennero riviste la copertura del tetto e le decorazioni della navata. Inoltre anche l'organo venne restaurato.
Durante gli ultimi lavori per ammodernare la struttura è stata rinvenuta una lapide funeraria scolpita in due lingue, latino e forse etrusco, o celtico o retico, a testimonianza delle presenze di epoca romana.

## Descrizione

### Esterni
Il luogo di culto non ha una vera facciata e l'ingresso principale si trova sulla facciata laterale settentrionale protetto da un portico su pilastri. La torre campanaria ha la cella che si apre con quattro grandi finestre a monofora.

### Interni
L'interno è di grandi dimensioni, con tre navate e arricchita di affreschi su tutte le sue pareti. Il presbiterio è leggermente rialzato.